# Maurício Antônio
Maurício Antônio est un footballeur brésilien né le 6 février 1992 à São Paulo. Il évolue au poste de défenseur au Paysandu SC.

## Biographie
Mauricio joue au Brésil, au Portugal et au Japon.
Il participe à la Ligue Europa avec le CS Marítimo et à la Ligue des champions d'Asie avec les Urawa Red Diamonds.

## Palmarès
- Champion du Portugal de D2 en 2016 avec le FC Porto B
- Finaliste de la Coupe de la Ligue portugaise en 2016 avec le CS Marítimo
- Vainqueur de la Ligue des champions de l'AFC 2017